# Establo Tokitsukaze

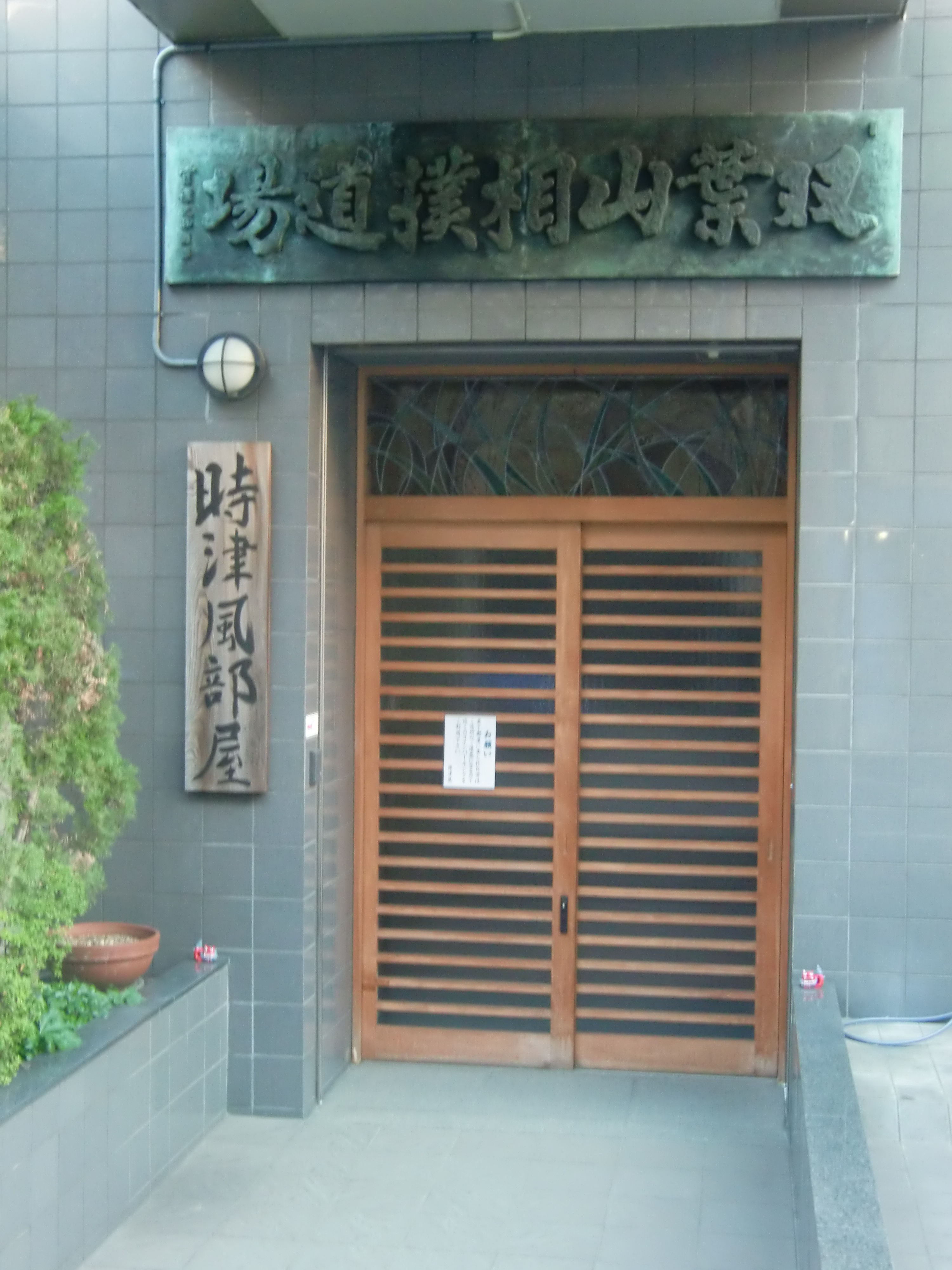
Entrada principal del Establo Tokitsukaze

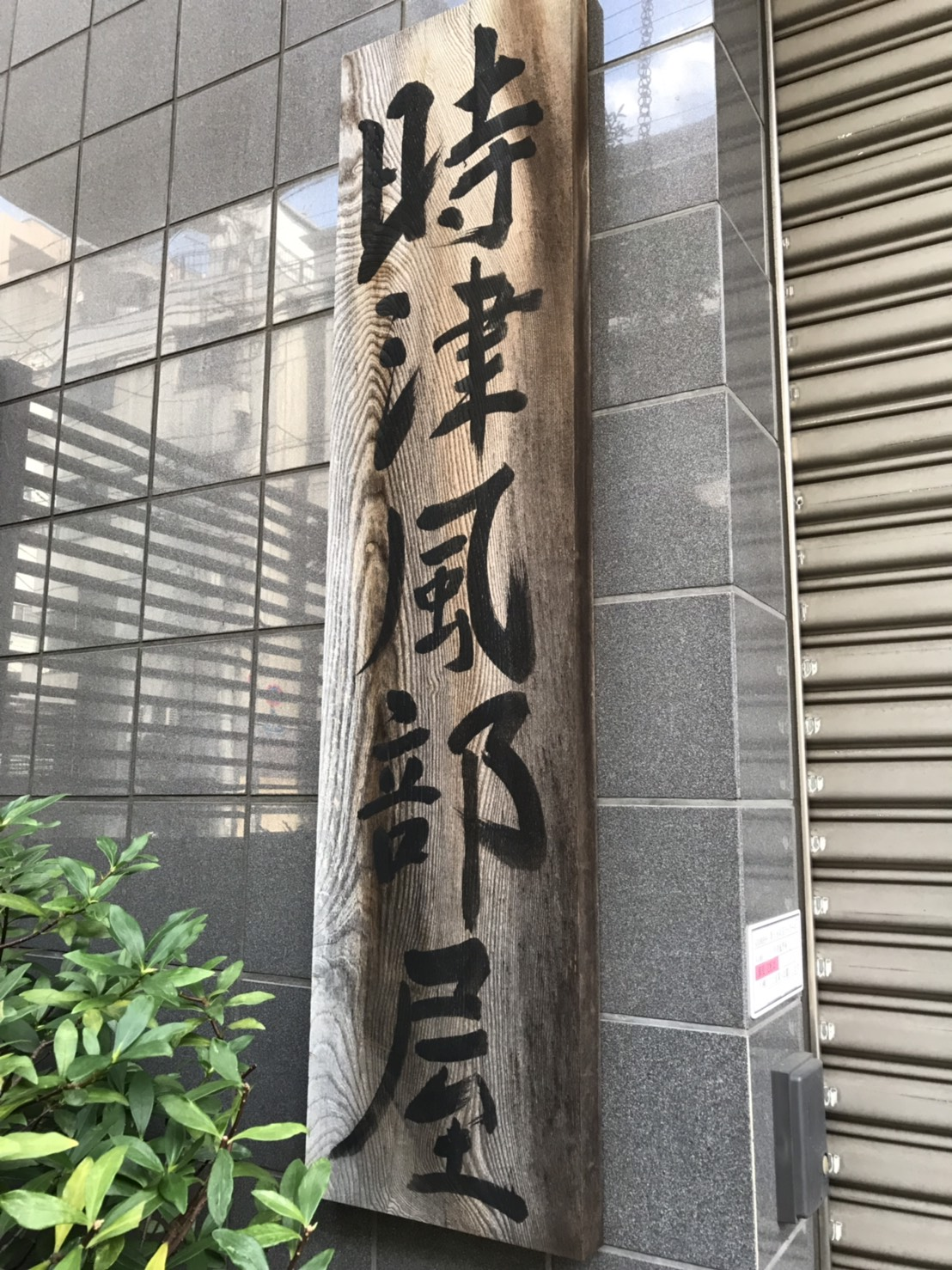
Placa de madera con el nombre del Establo Tokitsukaze

El Establo Tokitsukaze (時津風部屋, Tokitsukaze-beya) es un establo de entrenamiento de sumo profesional. El recinto forma parte del ichimon Tokitsukaze del cual además es líder. Fue fundado en 1769 y dominó el sumo profesional durante la era Taishō.
Su actual generación fue fundada en 1941 por el trigésimo quinto (35°) yokozuna Futabayama, el cual aun permanecía como luchador activo en aquellos tiempos. El establo fue conocido como el Dojo Futabayama hasta que fue renombrado como el establo Tokitsukaze en noviembre de 1945 cuando Futabayama se retiró (el establo aun tiene los nombres tanto de Futabayama como de Tokitsukaze en la entrada principal). Tras el fallecimiento de Futabayama en 1968, el ex yokozuna Kagamisato asumió brevemente el control del establo, sin embargo, la viuda de Futabayama deseaba que Yutakayama Katsuo asumiese el control, lo cual hizo tras su retiro en 1969. Yutakayama luego le entregó el control del establo a su sucesor Futatsuryū en agosto de 2002. Para enero de 2023, el establo poseía un total de 17 luchadores, uno de ellos con estatus de sekitori.
La muerte de un miembro de 17 años perteneciente al establo, Tokitaizan (de nombre real Takashi Saito) en un escándalo de novatadas el 26 de junio de 2007, resultó en el eventual despido y arresto Futatsuryū, condenado luego a seis años de prisión. Este hecho obligó a Tokitsuumi, un luchador de alto rango del establo, a retirarse del sumo para asumir el control del establo como nuevo maestro.
En febrero de 2021, la Asociación Japonesa de Sumo forzó a Tokitsuumi a retirarse tras haber violado dos veces los protocolos de seguridad contra el COVID-19. El control del establo Tokitsukaze fue asumido por el ex maegashira Tosayutaka.

## Nombres de ring
Varios luchadores de este establo han adoptado nombres de ring o shikona con el prefijo "Toki" (時), significando tiempo, y el cual es extraído del primer caracter del nombre del establo, Tokitsukaze. Ejemplos incluyen a Tokitsunada, Tokibayama, Tokitenkū, y, más recientemente, Tokihayate. Otros luchadores del establo también han incluido el prefijo "Yutaka" (豊) en sus shikona, en honor al último ōzeki producido por el establo, Yutakayama Katsuo, y al sucesor de su nombre, Yutakayama Hiromitsu. Ejemplos incluyen a Yutakafuji, Tosayutaka y al luchador retirado Yutakayama Ryōta.

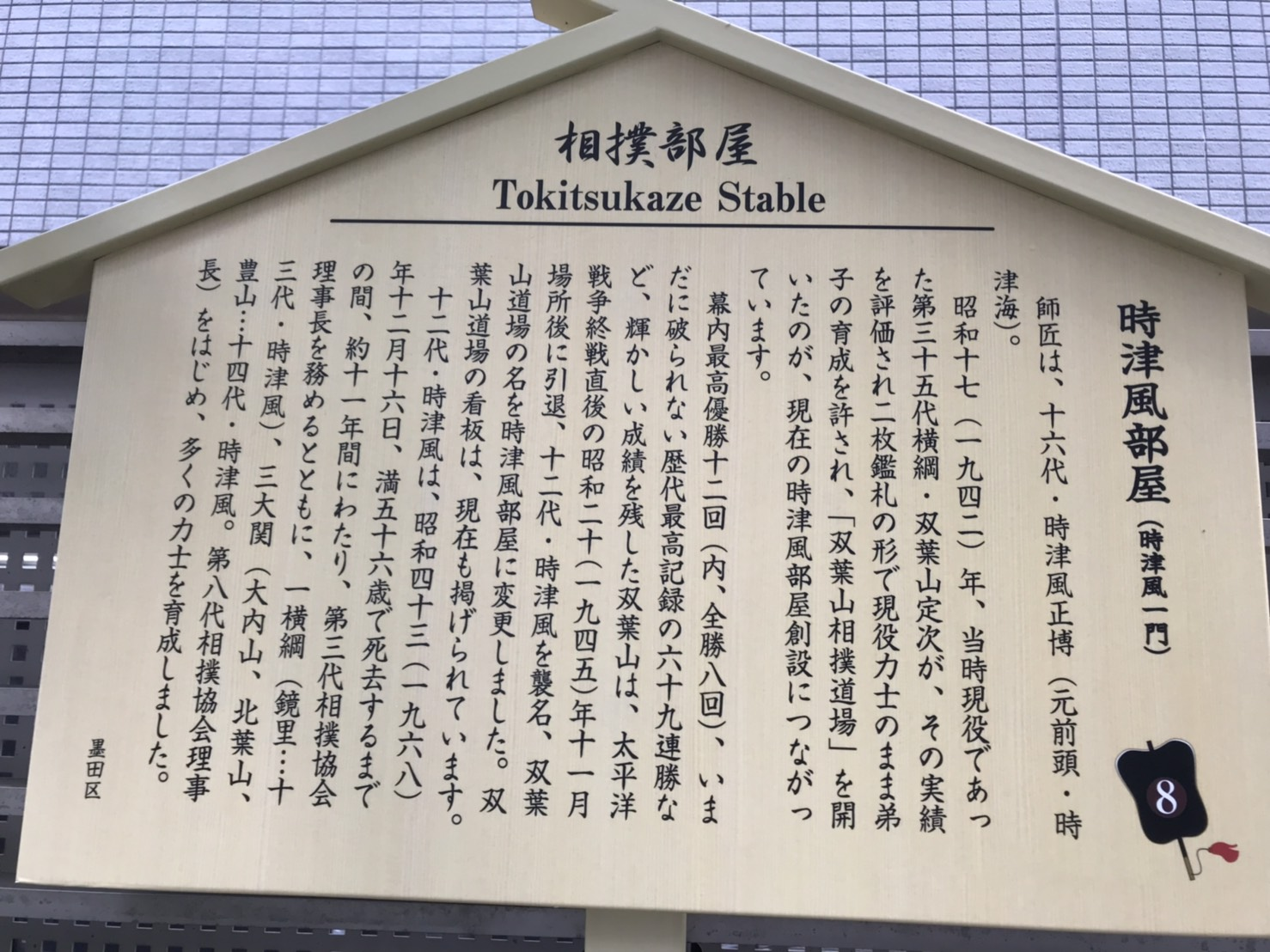
Cartel detallando la historia del Establo Tokitsukaze

## Dueños
- 2021–presente: El décimo séptimo (17°) Tokitsukaze (toshiyori, ex maegashira Tosayutaka)
- 2007–2021: El décimo sexto (16º) Tokitsukaze (iin, ex maegashira Tokitsuumi)
- 2002–2007: El décimo quinto (15°) Tokitsukaze (ex komusubi Futatsuryū)
- 1969–2002: El décimo cuarto (14°) Tokitsukaze (ex ōzeki Yutakayama Katsuo)
- 1968–1969: El décimo tercer (13°) Tokitsukaze (el cuadragésimo segundo (42º) yokozuna Kagamisato)
- 1941–1968: El décimo segundo (12°) Tokitsukaze (shunin, el trigésimo quinto (35°) yokozuna Futabayama)

## Luchadores activos destacados
- Shōdai (mejor rango: ōzeki)
- Tokihayate (mejor rango: maegashira)

## Entrenadores
- Edagawa Hideki (iin, ex maegashira Aogiyama)
- Nakagawa Kenji (toshiyori, ex maegashira Asahisato)

## Exluchadores destacados
- Kagamisato (el cuadragésimo segundo (42º) yokozuna)
- Kitabayama (ex ōzeki)
- Ōuchiyama (ex ōzeki)
- Yutakayama Katsuo (ex ōzeki)
- Kurama (ex sekiwake)
- Toyonoshima (ex sekiwake)
- Ōshio (ex komusubi)
- Ōyutaka (ex komusubi)
- Shimotori (ex komusubi)
- Tokitenkū (ex komusubi)
- Yutakayama Hiromitsu (ex komusubi)
- Tokitsunada (ex maegashira)
- Tosayutaka (mejor rango: maegashira)
- Sōtairyū[ja] (ex maegashira)
- Yutakayama Ryōta (mejor rango: maegashira)

## Yobidashi
- Mamoru (makushita yobidashi, de nombre real: Mamoru Nagae)

## Tokoyama
- Tokoyoshi (tokoyama de primera clase)

## Ubicación y acceso
Ryōgoku 3-15-4, barrio especial de Sumida, Tokio. A 3 minutos caminando desde la Estación Ryōgoku (Línea Sōbu)